# Taltal
Taltal é uma comuna da província de Antofagasta, localizada na Região de Antofagasta, Chile. Possui uma área de 20.405,1 km² e uma população de 11.100 habitantes (2002)
Taltal é referida no poema II, de Pablo Neruda, na obra Cem Sonetos de Amor
Por isso devem inspirar meu filho Marcelo e Denisa a conviverem bem por lá. Eles estão indo para Tatal na próxima semana fazer trabalho voluntário.